# Anton Schlossar
Anton Schlossar (* 27. Juni 1849 in Troppau, Schlesien; † 1. August 1942 in Graz) war Direktor der Universitätsbibliothek Graz und Schriftsteller.
Schlossar studierte Jus an der Universität Graz und wurde 1873 promoviert. 1875 wechselte er vom Landesgericht Graz zur Universitätsbibliothek Graz, wo er 1903 bis 1910 Direktor war. Schlossar wurde durch zahlreiche Publikationen zur Kulturgeschichte der Steiermark bekannt. Daneben schrieb er auch kleinere literarische Werke. Sein Nachlass ist im Besitz der Universitätsbibliothek Graz.
Nach Anton Schlossar sind in Graz der Dr.-Anton-Schlossar-Weg und der Dr.-Schlossar-Park benannt.

## Werke
- Erzherzog Johann von Österreich und sein Einfluß auf das Culturleben der Steiermark. Wilhelm Braumüller, Wien 1878.
- Erzherzog Johann Baptist von Österreich. Adolf Hölder, Wien 1880.
- Steiermärkische Bäder und Luft-Curorte, Wien 1883.
- Hundert Jahre deutscher Dichtung in Steiermark 1785 bis 1885. Wien 1893. 2. Aufl. 1898.
- Ueber den Neubau der Universitäts-Bibliothek in Graz. In: Zentralblatt für Bibliothekswesen, Bd. 9 (1892), S. 568–571 (online).
- Anastasius Grüns sämtliche Werke in zehn Bänden. Max Hesse, Leipzig 1906.
- Erzherzog Johann von Österreich. Styria, Graz und Wien 1908.
- Die Literatur der Steiermark in bezug auf Geschichte, Landes- und Volkskunde. Ein Beitrag zur österreichischen Bibliographie. Graz 1914.
- Mein Lebenslauf. Withoff & Remiger, Leoben 1923.